# Aerotonon

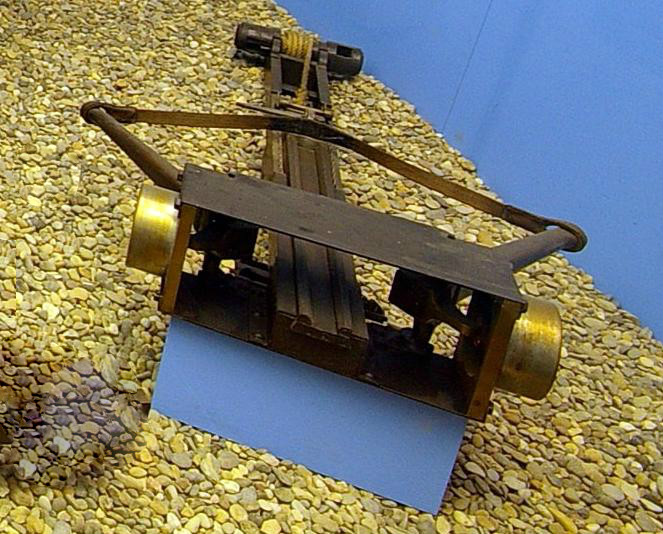
Door de Duitse ingenieur Erwin Schramm gereconstrueerde aerotonon in het Saalburgmuseum.

De aerotonon is een pneumatisch steenwerpend artilleriewapen uit de Griekse oudheid. De machine werd in de 3e eeuw v.Chr. bedacht door de Griekse uitvinder Ktesibios van Alexandrië, de "vader van de pneumatiek". De Griekse ingenieur en schrijver Philon van Byzantium beschreef de aerotonon in zijn Belopoeica (oorlogsmachines).

## Beschrijving
De aerotonon lijkt veel op een compacte ballista en werkt vrijwel hetzelfde. Als krachtbron gebruikt de aerotonon echter geen torsieveren maar bronzen drukluchtcilinders. Als de boogpees wordt aangespannen drukken de boogarmen de zuigers in de cilinders, waardoor deze als zuigercompressoren werken. Bij het loslaten van de boogpees duwt de perslucht de cilinders naar buiten, waardoor de boogarmen met kracht naar buiten worden geduwd en de boogpees met het projectiel naar voren wordt getrokken.
Hoewel de machine even krachtig was als een torsiewapen van vergelijkbare grootte werd het wapen geen succes. De cilinders en zuigers moesten zeer precies in elkaar passen om een luchtdichte afsluiting te verkrijgen. Waarschijnlijk was de fabricage te moeilijk en te kostbaar om de torsiewapens te vervangen.

## Etymologie
De Oudgriekse benaming van Philon voor dit wapen is καταπάλτης λιθοβόλος ἀερότονος, katapéltis lithobólos aerótonos "pneumatische steenwerpende katapult". Het woord aerotonon is een samenstelling van de Griekse woorden ἀήρ aèr "lucht" en τόνος tónos "spanning".